# Rully (Calvados)
Rully település Franciaországban, Calvados megyében. Lakosainak száma 221 fő (2018. január 1.). Rully Bernières-le-Patry, Chênedollé, Pierres, Vassy, Clairefougère, Moncy, Valdallière és Montsecret-Clairefougère községekkel határos.

## Népesség
A település népessége az elmúlt években az alábbi módon változott:
| Lakosok száma | 311  | 264  | 229  | 212  | 203  | 220  | 215  | 214  | 225  | 221  |
|               | 1962 | 1968 | 1982 | 1990 | 1999 | 2008 | 2011 | 2013 | 2017 | 2018 |